# Paragus tibialis

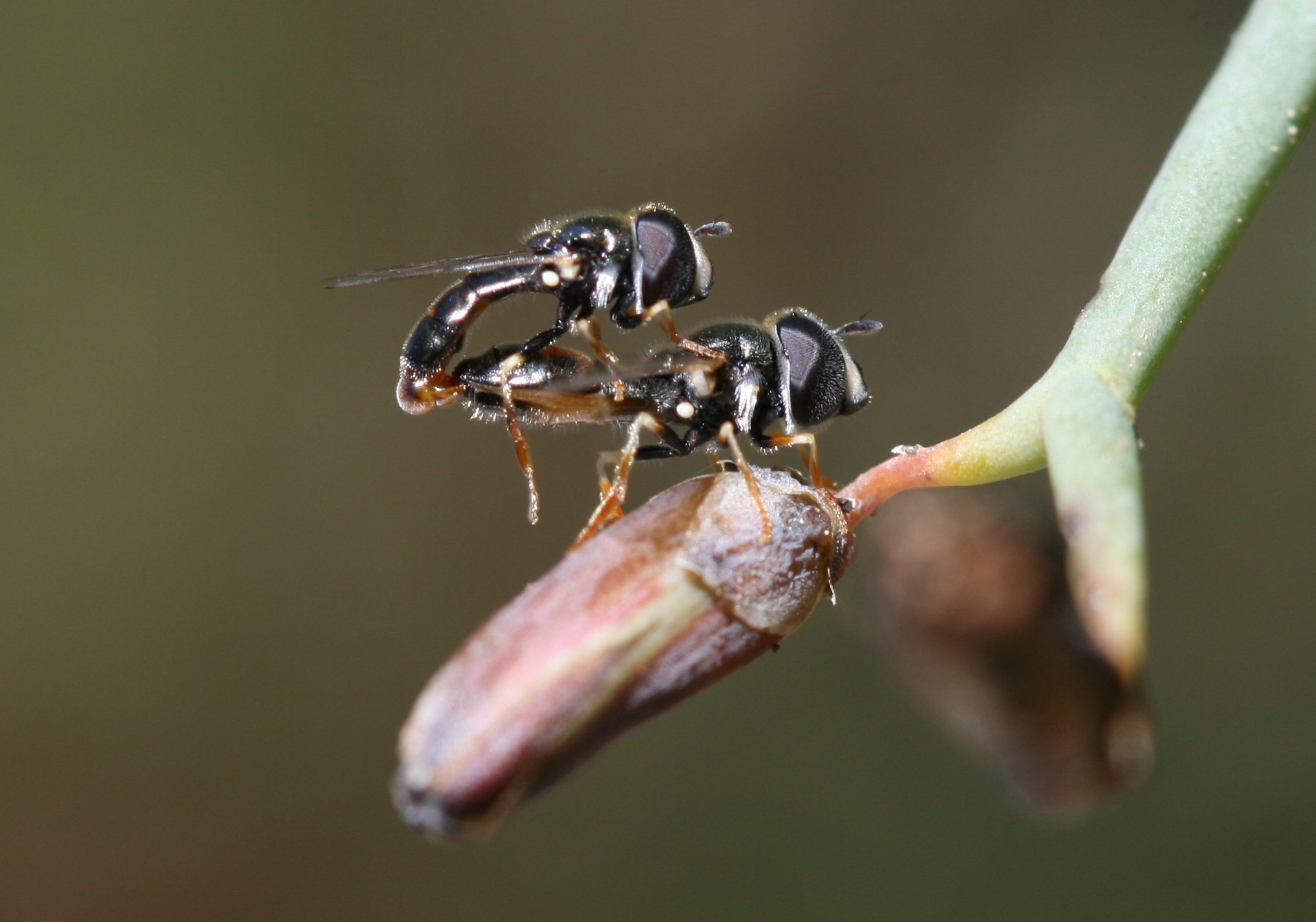
Apareamiento de Paragus tibialis en Lanzarote, España

Paragus tibialis es una especie de sírfido distribuida principalmente en Europa, Asia y el norte de África. Se la encuentra con más frecuencia en áreas secas, y sus larvas se alimentan de áfidos que atacan las raíces de las plantas.
Se considera que esta especie es enemiga natural de Aphis fabae (atacan a adultos y ninfas), Eriosoma lanigerum (atacan a adultos y ninfas), Pentalonia nigronervosa (atacan a adultos, huevos, larvas, ninfas y pupas), Toxoptera aurantii y Uroleucon cichorii. En el caso de Eriosoma lanigerum, se registró el ataque por Paragus tibialis en India.